# Jean-Henri Riesener
Jean-Henri Riesener o Johann Heinrich Riesener (Gladbeck, Westfalia, 4 de julio de 1734-París, 6 de enero de 1806) fue un ebanista alemán afincado en Francia. Fue discípulo de Jean-François Oeben. Está considerado el ebanista más célebre del siglo XVIII.

## Biografía

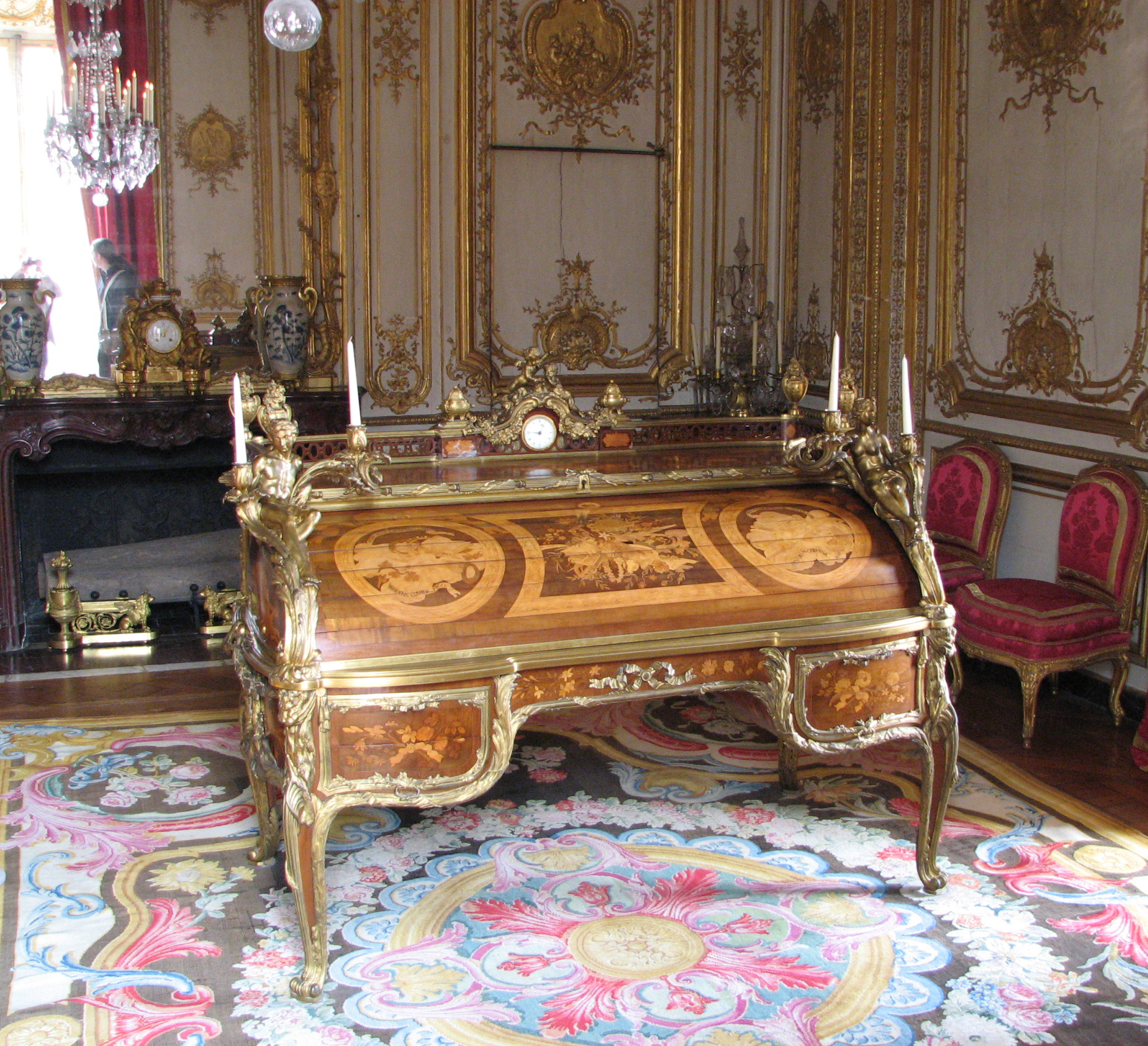
Bureau du Roi, escritorio de Luis XV de Francia (1760-1769), de Jean-François Oeben y Jean-Henri Riesener

Se instaló muy joven en París y, en 1754, entró en el taller de Oeben. A la muerte de su maestro en 1763 se hizo cargo de su taller. Poco después, en 1767, se casó con la viuda de Oeben, Françoise-Marguerite Vandercruse. En 1768 fue nombrado maître ébéniste («maestro ebanista») y, en 1774, ébéniste du Roy («ebanista del Rey»). En 1784, pese a la calidad indiscutida de sus obras, la preferencia de la corte pasó a Guillaume Beneman.
La obra de Riesener se sitúa entre el estilo Transición y el estilo Luis XVI. Son muebles de líneas elegantes, de caoba o maderas europeas, decorados con taraceas, con paneles de marquetería y chapeados de gran calidad. Un buen exponente es el Bureau du Roi, el escritorio de Luis XV de Francia en el palacio de Versalles, empezado por Oeben en 1760 y terminado por Riesener en 1769. Parecido a este fue el bureau à cylindre realizado para el rey Estanislao I Leszczynski (Wallace Collection, Londres), también empezado por Oeben, del que terminó muchas de sus obras inacabadas.
Tras su nombramiento como ebanista del rey realizó una cómoda para la alcoba del rey en Versalles (actualmente en la Wallace Collection), decorada con una rica marquetería y aplicaciones de bronce dorado. Al año siguiente elaboró otra similar aunque más lujosa, conservada en el Museo Condé de Chantilly. También realizó numerosos secrétaires. Entre su producción se hallan también muebles con ingenios mecánicos y apartamentos secretos, una de las características de su maestro Oeben, como una mesa que se transforma en tocador, escritorio o mesa de comedor apretando distintos botones (Metropolitan Museum, Nueva York). Desde 1784 su producción disminuyó, pero siguió elaborando cómodas y secrétaires para la reina María Antonieta, destinados a los palacios de Fontainebleau y Saint-Cloud. La Frick Collection guarda dos de estas piezas, pero las superan unas magníficas piezas con paneles de laca japonesa e incrustaciones de nácar, de las cuales alguna se guarda en el Metropolitan.
Durante su última etapa se fue alejando del rococó, con una mayor austeridad que apuntaba al neoclasicismo. Pese a todo, no se aprecia una marcada evolución estilística, ya que ocasionalmente fue volviendo a tipologías anteriores. Quizá esta austeridad de sus últimas obras se debió a razones económicas, ya que empleó materiales más baratos, como chapeados de caoba de las Antillas o fileteados de bronce dorado más finos.
Tras la Revolución francesa, fue empleado por el Directorio en 1794 para eliminar las «insignias del feudalismo» (emblemas reales) de los muebles de la Corona, incluido el bureau de Luis XV confeccionado por Oeben y él. En las subastas revolucionarias compró muchas de sus obras. Trabajó hasta 1801, aunque sus últimas obras carecen de la distinción de su producción anterior.
Su hijo, Henri-François Riesener (1767-1828), fue pintor, discípulo de Jacques-Louis David.